# Jan Schröer
Jan Schröer (* 4. Mai 1971 in Lippstadt) ist ein deutscher Mathematiker, der sich mit Darstellungstheorie beschäftigt.
Schröer studierte ab 1991 Mathematik in Bielefeld, wo er 1997 bei Claus Michael Ringel mit seiner Dissertation Hammocks for String Algebras promoviert wurde. Danach war er als Postdoc in Bielefeld, Mexiko-Stadt und als Dozent in Leeds. Seit 2005 ist er Professor an der Universität Bonn.
Schröer wurde 1992 Deutscher Jugendmeister und zweimal Deutscher Paar-Go Meister mit Kirsten Hartmann im Go. Er ist verheiratet und hat zwei Kinder.